# Projet Excalibur
Pour les articles homonymes, voir Excalibur (homonymie).

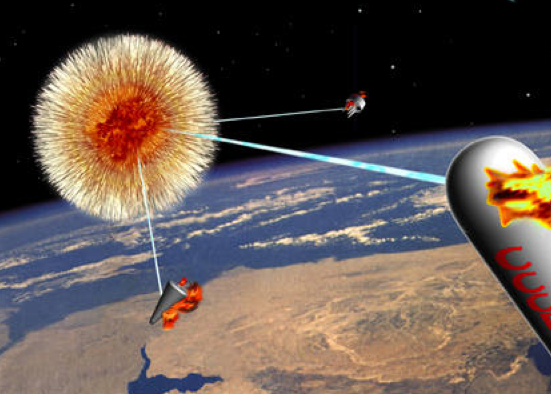
Cette vision d'artiste montre un Excalibur tirant sur trois cibles proches.

Le projet Excalibur (en anglais : Project Excalibur) est un programme de recherche de l'époque de la guerre froide du Laboratoire national de Lawrence Livermore (LLNL) visant à développer un laser à rayons X comme défense antimissile pour les États-Unis.
Le concept reposait sur le déploiement en orbite terrestre d'un grand nombre de lasers à rayons X arrangés autour d'un dispositif nucléaire. Lors d'une attaque, le dispositif exploserait et les rayons X émis par la bombe seraient focalisés par les lasers, afin de détruire de multiples missiles ennemis ciblés. L'explosion ayant lieu dans l'espace, sans atmosphère bloquant les rayons X, la distance d'attaque s'étendrait à des milliers de kilomètres, permettant de défendre une vaste surface.
Les systèmes anti-missiles balistiques de l’époque n'attaquaient les ogives nucléaires ennemies qu’après leur libération par le missile les transportant. Comme un seul missile pouvait transporter plusieurs ogives (Mirvage), de nombreux missiles défensif étaient requis pour neutraliser chaque missile offensif. Un seul dispositif Excalibur contiendrait jusqu’à cinquante lasers pouvant détruire autant de missiles avec toutes leurs ogives. Un seul Excalibur pourrait ainsi détruire des centaines d'ogives pour le coût d'une seule bombe nucléaire, inversant la situation économiquement défavorable aux systèmes de défense antimissiles traditionnels.
Le concept fondamental derrière Excalibur fut conçu dans les années 1970 par George Chapline Jr. et développé par Peter L. Hagelstein, tous deux membres du « Groupe-O » d'Edward Teller au LLNL. Après un test prometteur en 1980, Teller et Lowell Wood entamèrent l’année suivante des discussions avec le président des États-Unis, Ronald Reagan, à propos du concept. Ces discussions, associées au soutien des lobbyistes de la Heritage Foundation, incitèrent Reagan à lancer l'initiative de défense stratégique (IDS) en 1983. D'autres essais nucléaires souterrains suggérèrent que des progrès étaient réalisés et influencèrent le sommet de Reykjavik de 1986 au cours duquel Reagan refusa d'abandonner la possibilité de valider la technologie IDS au moyen d'essais nucléaires dans l'espace.
Parallèlement, des chercheurs des laboratoires de Livermore et de Los Alamos émettaient des doutes sur les résultats des essais. Teller et Wood continuaient d’annoncer que le programme progressait, alors même qu'un essai en 1985 démontrât que le système ne fonctionnait pas tel qu'attendu, ce qui conduit à de vives critiques au sein des laboratoires militaires. En 1987, la querelle interne devint publique, entraînant une investigation pour savoir si le LLNL avait induit en erreur le gouvernement au sujet du concept Excalibur. Au cours d'une interview pour le magazine 60 Minutes en 1988, Teller évada les questions à propos du traitement des employés qui remettaient en question les résultats. D'autres essais révélèrent de nouveaux problèmes et en 1988 le budget fut considérablement réduit. Officiellement, le projet Excalibur continua jusqu'en 1992 quand le dernier essai planifié fut annulé.

## Essais nucléaires associés
| Serie      | Nom         | Date              | Puissance | Note                                              |
| ---------- | ----------- | ----------------- | --------- | ------------------------------------------------- |
| Cresset    | Diablo Hawk | 13 septembre 1978 | 8 kt      | Preuve de concept. Instrument défectueux.         |
| Guardian   | Dauphin     | 14 novembre 1980  | 2 kt      | Premier laser à rayons X.                         |
| Phalanx    | Cabra       | 26 mars 1983      | 45 kt     | Instruments défectueux.                           |
| Fusilieer  | Romano      | 16 décembre 1983  | 29 kt     | Données non interprétables.                       |
| Fusilieer  | Correo      | 2 août 1984       | 10 kt     | Test par Los Alamos. Pas ou peu d’émission laser. |
| Grenadier  | Cottage     | 23 mars 1985      | 60 kt     | non concluant.                                    |
| Charioteer | Goldstone   | 28 décembre 1985  | 60 kt     | rendement à 10% des prédictions.                  |
| Charioteer | Labquark    | 30 septembre 1986 | 140 kt    | test de focalisation. Échec.                      |
| Musketeer  | Delamar     | 18 avril 1987     | 100 kt    | test de focalisation. Échec.                      |
| Julin      | Greenwater  | 1993              |           | test annulé.                                      |